# Star+
Star+ (estilizado ST★R+) foi um serviço de streaming por assinatura de entretenimento e esportes da The Walt Disney Company, lançado em 31 de agosto de 2021 na América Latina, incluindo o Brasil. Foi um serviço voltado para o público adulto, diferentemente do serviço-irmão Disney+, que foca em conteúdo familiar e infanto-juvenil.
O serviço possuiu um robusto acervo de conteúdo audiovisual produzido pelas propriedades da Disney, incluindo ABC Signature, 20th Television, 20th Television Animation, 20th Century Studios, 20th Century Animation, Searchlight Pictures, Touchstone Pictures, Hollywood Pictures, Caravan Pictures, Hulu, Hotstar e Star Originals, além da cobertura esportiva da ESPN.
O conteúdo do Star+ foi incorporado ao Disney+ em 26 de junho de 2024 e a plataforma de streaming separada foi descontinuada em 24 de julho de 2024.

## História

### Pré-lançamento

Logotipo da marca Star utilizado na Ásia

A marca "Star" surgiu como uma rede de canais de televisão via satélite sediada em Hong Kong que operava sob esse nome lançada e fundada por Hutchison Whampoa em 1991, posteriormente adquirida pela News Corporation em 1993. Star era um acrônimo para Satellite Television Asian Region, Televisão por Satélite da Região Asiática em tradução livre. Depois de 2009, a Star foi reestruturada em Star China Media, agora uma empresa independente, e Star India, que opera principalmente na Índia, mas também distribui conteúdo de entretenimento vernacular indiano em todo o mundo. O restante das operações na Ásia-Pacífico foram rebatizadas para Fox Networks Group Asia-Pacific. A Star India e o Fox Networks Group Asia-Pacific foram então adquiridas pela Walt Disney como parte da compra da 21st Century Fox em 20 de março de 2019.
Durante uma conferência de lucros em 5 de agosto de 2020, o CEO da Disney Bob Chapek anunciou que a Disney planejava lançar um novo serviço de entretenimento geral internacional sob a marca Star em 2021, direcionado para apresentar um conteúdo mais maduro do que o oferecido no Disney+. O plano substituiu uma expansão internacional anteriormente anunciada do serviço de streaming americano Hulu, controlado majoritariamente pela Disney, que apenas se expandiu para fora dos Estados Unidos no Japão. Chapek argumentou que a marca Hulu não era muito conhecida fora dos Estados Unidos, e junto com a "Star" seria uma marca de serviço muito mais comercializável em todo o mundo. A Disney anunciou oficialmente a Star e a Star+ em 10 de dezembro de 2020 durante seu evento do Dia do Investidor.

### Disputa com a Lionsgate
Em abril de 2021, a Disney enfrentou uma disputa de marca registrada no Brasil, Argentina e México com a Starz Entertainment, operadora do então serviço rival STARZPLAY e pertencente à Lionsgate, sobre o uso da marca Star. The Wrap informou que a Disney teve cinco dias para responder ao processo no Brasil. Na semana seguinte, a Disney venceu a disputa e estava autorizada a usar a marca. Em julho de 2021, a Disney perdeu um recurso em tribunal no Brasil para a disputa de nome com a Lionsgate.
Em 13 de maio de 2021, a Disney anunciou que o lançamento do Star+ na América Latina seria adiado para 31 de agosto.
Em 24 de julho de 2021, a Starz Entertainment recorreu da decisão do Tribunal de Justiça de São Paulo, alegando que os nomes eram semelhantes foneticamente e causariam certa confusão entre os clientes, ao apresentar documentos que compravam a semelhança e a possibilidade de conflito, o relator Jorge Tosta, da 2ª Câmara Reservada de Direito Empresarial do Tribunal de Justiça de São Paulo, deferiu o pedido de antecipação da tutela recursal. Sendo assim, até o término oficial da ação judicial, a Disney obteve determinação de se abster de usar os termos "Star Plus" e "Star+" no serviço de streaming, com possibilidade de multa diária caso descumprido.
Em 9 de agosto de 2021, a Starz Entertainment e The Walt Disney Company chegaram a um acordo judicial. Através de uma petição conjunta formalizaram a desistência da ação, com a Disney se comprometendo a pagar R$ 50 milhões à empresa pertencente a Lionsgate para compensar eventuais danos que o nome parecido pudesse causar. Com isso, o processo foi encerrado e a Disney ficou livre para usar as marcas "Star", "Star+" e "Star Plus" no Brasil.
Em 29 de setembro de 2022, a Lionsgate rebatizou o Starzplay para Lionsgate+ fora dos Estados Unidos e Canadá, incluindo a América Latina, encerrando qualquer disputa com a marca Star+ da Disney.

### Acesso gratuito
Ocasionalmente, o Star+ liberou o catálogo para acesso gratuito em alguns dias. A primeira vez foi entre os dias 22, 23 e 24 de outubro de 2021, e a segunda vez será nos dias 10, 11 e 12 de dezembro de 2021.

### Fusão com o Disney+
Em 12 de dezembro de 2023, a The Walt Disney Company anunciou o encerramento da plataforma Star+ e também o lançamento dos hubs Star e ESPN no Disney+ a partir de 26 de junho de 2024. O aplicativo Star+ independente, originalmente planejado para ser descontinuado em 30 de junho de 2024, foi posteriormente adiado para 24 de julho de 2024. O anúncio passou despercebido para os atuais assinantes do Star+ até que lançaram um pequeno clipe sobre o assunto.

## Conteúdo
O Star+ tem a mesma finalidade que o hub de conteúdo Star que foi integrado ao serviço Disney+ em vários outros países em 23 de fevereiro de 2021. Os serviços hospedam uma variedade de conteúdo dos estúdios da Disney, principalmente conteúdo de entretenimento geral (incluindo programas para o público adulto não transmitido no Disney+), bem como esportes ao vivo da ESPN América Latina.

### Programação original
Foi anunciado também que o Star+ iria produzir conteúdo original local na América Latina, os quais também serão lançados exclusivamente na plataforma.

### Direitos de transmissão de esportes
O Star+ transmitiu através da ESPN diversos esportes. Alguns eram exclusivos para transmissão no Brasil enquanto outros eram transmitidos apenas em outros mercados latino-americanos.

## Suporte para dispositivos e recursos de serviços
Star + está disponível para streaming através de navegadores da web no PC e Mac, bem como aplicativos no iOS e Apple TV, Android e Android TV, Fire TV e Fire HD, Chromecast, WebOS e dispositivos Tizen OS, entre outros reprodutores de mídia digital e consoles de jogos, como dispositivos Roku, PlayStation 4, PlayStation 5, Xbox One e Xbox Series X/S, bem como PC com Windows 10 e Windows 11.

## Disponibilidade
| Data de lançamento   | Região                              | País / Território    |
| -------------------- | ----------------------------------- | -------------------- |
| 31 de agosto de 2021 | América do Norte (México) e Central | Costa Rica           |
| 31 de agosto de 2021 | América do Norte (México) e Central | El Salvador          |
| 31 de agosto de 2021 | América do Norte (México) e Central | Guatemala            |
| 31 de agosto de 2021 | América do Norte (México) e Central | Honduras             |
| 31 de agosto de 2021 | América do Norte (México) e Central | México               |
| 31 de agosto de 2021 | América do Norte (México) e Central | Nicarágua            |
| 31 de agosto de 2021 | América do Norte (México) e Central | Panamá               |
| 31 de agosto de 2021 | América do Norte (México) e Central | República Dominicana |
| 31 de agosto de 2021 | América do Sul                      | Argentina            |
| 31 de agosto de 2021 | América do Sul                      | Bolívia              |
| 31 de agosto de 2021 | América do Sul                      | Brasil               |
| 31 de agosto de 2021 | América do Sul                      | Chile                |
| 31 de agosto de 2021 | América do Sul                      | Colômbia             |
| 31 de agosto de 2021 | América do Sul                      | Equador              |
| 31 de agosto de 2021 | América do Sul                      | Paraguai             |
| 31 de agosto de 2021 | América do Sul                      | Peru                 |
| 31 de agosto de 2021 | América do Sul                      | Uruguai              |
| 31 de agosto de 2021 | América do Sul                      | Venezuela            |